# Alexandre Laube
Alexandre Laube (ur. 14 stycznia 1988) – francuski narciarz, specjalista narciarstwa dowolnego. Nie startował na mistrzostwach świata ani na igrzyskach olimpijskich. Najlepsze wyniki w Pucharze Świata osiągnął w sezonie 2005/2006, kiedy to zajął 72. miejsce w klasyfikacji generalnej, a w klasyfikacji halfpipe’a był ósmy.

## Sukcesy

### Miejsca w klasyfikacji generalnej
- 2005/2006 – 72.

### Miejsca na podium
1. Les Contamines – 15 stycznia 2006 (Halfpipe) – 3. miejsce